# 张铖
张铖（1987年11月14日—），中国足球裁判，同济大学体育部教师。张铖2005年进入北京体育大学竞技体育学院运动训练专业学习，2009年获得学士学位，同年保送进入北京体育大学研究生院体育教育训练学专业足球方向就读，2012年获硕士学位。2012年，张铖作为助理裁判执法了一些中乙联赛比赛。2013年，张铖先是被上海足协推荐为中乙联赛主裁判，同年张铖开始参与执法中甲联赛。
2013年7月28日中甲联赛第18轮延边长白虎与天津松江的比赛中，张铖为客队的马丁出示黄牌之后不慎将黄牌掉在地上，张铖没有发现黄牌丢了，马丁把牌捡了起来。由于比赛激烈，马丁无法立即把牌还给张铖，一分多钟之后出现死球，马丁才把牌还给张铖。
2014年4月27日，中甲联赛第7轮湖南湘涛与沈阳中泽的比赛中，张铖误以为自己已给杨子出过一张黄牌，第87分钟杨子犯规后张铖直接给他出示了一张黄牌和一张红牌。杨子和中泽教练员抗议之后，张铖才意识到自己的错误，取消了红牌。